# Аренас, Рейнальдо
Рейна́льдо Аре́нас (исп. Reinaldo Arenas; 16 июля 1943, Ольгин, провинция Орьенте, Куба — 7 декабря 1990, Нью-Йорк, США) — кубинский поэт, прозаик, драматург.

## Биография
Рос без отца в многодетной и нищей сельской семье. Вначале поддержал Кубинскую революцию, учился в Гаванском университете (не окончил курса), работал в Национальной библиотеке. В связи с публикацией за рубежом подвергся во второй половине 1960-х грубой идеологической проработке. Полному исторических аллюзий гротескно-сатирическому роману о преследовавшемся инквизицией мексиканском поэте начала XIX века, монахе-доминиканце фра Сервандо «Сновиденный мир» (1966, опубл. 1969, был отмечен авторитетным жюри, куда входил Хосе Лесама Лима) по решению партийных чиновников отказали в премии. Р. А. стал поднадзорным, в 1973 арестован по обвинению в гомосексуализме, провел два года в тюрьме Морро. С 1980 жил в эмиграции в США.

### Смерть
В 1987 у Аренаса был обнаружен СПИД, после долгой борьбы с болезнью он в тяжёлом физическом состоянии покончил с собой, отравившись барбитуратами.

## Творческое наследие
Романы «Селестино перед восходом солнца», «Дворец белоснежных скунсов», «Снова море», «Краски лета» и «Штурм», отличающиеся атмосферой карнавального абсурда, аллегорической перекличкой прошлого и настоящего, непримиримой критикой любых притеснений, составили цикл «Пентагония». В романе «Артуро, самая яркая среди звёзд» (1987) изображена повседневная жизнь в исправительных лагерях Кубы — о них же рассказывает документальный фильм Нестора Альмендроса «Недостойное поведение» (1984, в одном из эпизодов которого снят Рейнальдо Аренас; кадры с участием Аренаса вошли также в документально-биографическую ленту Мануэля Сайаса «Странные люди», 2004). Проза Аренаса переведена на многие языки.

## Произведения

### Романы
- Celestino antes del alba/ Селестино перед восходом солнца (1967, поздней выходил под другим названием — «Поющий в колодце»).
- El mundo alucinante/ Сновиденный мир (1969).
- El palacio de las blanquísimas mofetas/ Дворец белоснежных скунсов (1980).
- Otra vez el mar/ Снова море (1982).
- Arturo, la estrella más brillante/ Артуро, самая яркая среди звезд (1984).
- La Loma del Angel/ Холм Ангела (1987, гротескный пастиш классического кубинского романа Сирило Вильяверде «Сесилия Вальдес, или Холм Ангела», завершен в 1879).
- El portero/ Швейцар (1989).
- Viaje a La Habana/ Путешествие в Гавану (1990).
- Antes que anochezca/ Пока не наступит ночь (опубл. 1992, под тем же названием экранизирован Джулианом Шнабелем, 2000, номинация Оскар исполнителю главной роли Хавьеру Бардему как лучшему актёру года).

### Новеллы
- Con los ojos cerrados/ С закрытыми глазами (1972).
- Termina el desfile/ Конец парада (1981).

### Стихи
- Voluntad de vivir manifestándose/ Желание жить без утайки (1989)

### Театр
- Persecución/ Преследование (1986, сборник из пяти пьес).

### Художественные фильмы
- Before Night Falls/ Пока не наступит ночь (2000)

## Публикации на русском языке
- Швейцар. М.: Флюид, 2008